# Armand d'Artois
Pour les articles homonymes, voir Artois (homonymie) et Bournonville (homonymie).
Armand François Victor Dartois de Bournonville, dit Armand d'Artois, né le 7 octobre 1788 à Beaurains-lès-Noyon et mort le 17 mars 1867 dans le 17e arrondissement de Paris, est un dramaturge et librettiste français.
Il est le père du critique littéraire et auteur dramatique Armand d'Artois (1847-1912) et le frère des dramaturges Achille d'Artois (1791-1868) et Théodore d'Artois (1786-1845).

## Biographie
Fils d'un lieutenant d'artillerie et Garde du corps du Roi, il se destine au barreau et travaille d'abord chez un avoué. Mais le succès de sa pièce Les Fiancés en 1808 le décide à se consacrer entièrement à la littérature. En 1814, il entre dans les gardes du corps du roi de Belgique et quitte le service militaire après avoir reçu la Légion d'honneur en 1816.
Auteur très prolifique (environ 250 pièces dont 234 imprimées), il a écrit sous différents pseudonymes collectifs comme Emmanuel, avec Emmanuel Arago, ou M. Sapajou, avec le baron d'Allarde et Gabriel de Lurieu. Directeur du Théâtre des Variétés de  1830 à 1836, il a aussi dirigé Le Nain couleur de rose, un journal politique, littéraire et moral, du 15 septembre 1815 au 5 mai 1816, et a collaboré à La Foudre d'Alphonse de Beauchamp.
Ses pièces ont été jouées sur les plus grandes scènes parisiennes du XIXe siècle : Théâtre du Vaudeville, Théâtre des Variétés, Théâtre des Nouveautés, Théâtre du Palais-Royal, Théâtre des Folies-Dramatiques, etc.

## Œuvres
- Les Fiancés, ou l'Amour et le Hasard, comédie en 1 acte, mêlée de vaudevilles, avec Théaulon, 1808.
- Les Femmes soldats ou la Forteresse mal défendue, folie-vaudeville en un acte, avec Théaulon, 1809.
- Les Femmes rivaux, arlequinade en un acte et en vaudevilles, avec Théaulon, 1809.
- Les Pêcheurs danois, vaudeville historique en un acte, avec Théaulon, 1810.
- Les Six Pantoufles ou le Rendez-vous des Cendrillons, folie-vaudeville en 1 acte et en prose, avec Dupin et Antoine-Pierre-Charles Favart, 1810.
- Le Sultan du Hâvre, folie-vaudeville en 1 acte et en prose, avec Dupin, 1810.
- Partie carrée ou Chacun de son côté, comédie-vaudeville en 1 acte, avec Dumersan et Théaulon, 1810.
- Les Trois Fous ou la Jeune Veuve, comédie-vaudeville en 1 acte, 1810.
- Le Pacha de Suresne ou l'Amitié des femmes, 1811.
- Les Pages au sérail, vaudeville en 2 actes, avec Théaulon, 1811.
- La Belle Allemande, fait historique en 1 acte, avec Henri Dupin, 1812.
- Les Rendez-vous de minuit, comédie-vaudeville en un acte, avec Dupin, 1812.
- Bayard page, ou Vaillance et Beauté, trait historique en 2 actes et en vaudevilles, avec Théaulon, 1812.
- Le Boghey renversé ou Un point de vue de Longchamp, croquis en vaudevilles, avec Théaulon et Étienne Jourdan, 1813.
- Les Bêtes savantes, folie burlesque en 1 acte et en vaudevilles, avec Dumersan et Théaulon, 1813.
- Le Nécessaire et le Superflu, comédie-vaudeville en 1 acte, avec Théophile Marion Dumersan, 1813.
- Le Cimetière du Parnasse ou Tippó malade, pompe funèbre en 1 acte mêlée de vaudevilles, avec Théaulon, 1813.
- La Tour de Witikind ou la Capitulation, vaudeville en 1 acte, avec Dupin, 1813.
- Le Courtisan dans l'embarras, comédie anecdote en 1 acte, avec Dupin, 1813.
- Les maris ont tort, comédie-vaudeville en 1 acte, 1813.
- L'Arbre de Vincennes, vaudeville héroïque en 3 actes, avec Théaulon et Joseph-Denis Doche, 1814.
- La Vénus hottentote, ou Haine aux françaises, avec Nicolas Brazier et Théaulon, 1814.
- La Route de Paris, ou les Allans et les Venans, tableau épisodique en 1 acte, en vaudevilles, avec Théaulon, 1814.
- Les Clefs de Paris ou le Dessert d'Henri IV, trait historique en vaudeville, avec Théaulon, 1814.
- Psyché, ou la Curiosité des femmes, avec Théaulon, 1814.
- Les Visites, ou les Complimens du jour de l'an, tableau-vaudeville en 1 acte, avec Théaulon, 1814.
- Le Roi et la Ligue, opéra-comique en 2 actes, avec Théaulon, 1815.
- La Bataille de Denain, opéra-comique en 3 actes, avec Théaulon et Fulgence de Bury, 1816.
- Un Mari pour étrennes, opéra-comique en 1 acte, avec Théaulon, 1816.
- La Rosière de Hartwell, comédie-vaudeville en un acte, avec Achille d'Artois, 1816 (éditeur Huet-Masson).
- Charles de France, ou Amour et Gloire, opéra-comique en 2 actes, avec Théaulon, 1816.
- Le Calendrier vivant ou Une année dans une heure, avec Paul Ledoux et Théaulon, 1817.
- Paris à Pékin, ou la Clochette de l'Opéra-Comique, parodie-féerie-folie en 1 acte et en vaudevilles, avec Théaulon et Marc-Antoine-Madeleine Désaugiers, 1817[4].
- Robinson dans son isle, comédie en 1 acte, mêlée de couplets et à spectacle, avec Michel-Nicolas Balisson de Rougemont, Nicolas Brazier et de Lurieu, 1817.
- L'École de village ou l'Enseignement mutuel, 1818.
- La Route d'Aix-la-Chapelle, tableau-vaudeville en un acte, avec Théaulon, 1818.
- Le Rideau levé, ou le Siège du Parnasse, bataille en couplets, avec Théaulon, 1818.
- Les Perroquets de la mère Philippe, vaudeville en 1 acte, avec Achille d'Artois et Théaulon, 1818.
- Monsieur Champagne, ou le Marquis malgré lui, comédie-vaudeville en un acte, avec Théaulon, 1818.
- Le Magasin de chaperons, ou l'Opéra-comique vengé, folie-féerie-parodie en 1 acte, avec Désaugiers, 1818.
- Les Bolivars et les Morillos ou les Amours de Belleville, caricatures en action, en un acte, mêlé de vaudevilles, avec de Lurieu, 1819.
- La Féerie des arts ou le Sultan de Cachemire, folie-féerie vaudeville en 1 acte, avec Francis et de Lurieu, 1819.
- Angéline, ou la Champenoise, comédie-vaudeville en un acte, avec Emmanuel Théaulon, 1819.
- Le Procès de Jeanne-d'Arc, ou le Jury littéraire, avec Pierre-Frédéric-Adolphe Carmouche et Henri Dupin, 1819.
- Les Troqueurs, avec Achille d'Artois, 1819.
- Les Visites à Momus, folie-vaudeville en 1 acte, avec de Lurieu et Francis, 1819.
- Les Vêpres odéoniennes, parodie des Vêpres siciliennes, avec Simonnin, 1819.
- Le Mariage à la husarde, ou Une nuit de printemps, comédie en 1 acte et en prose, mêlée de vaudevilles, avec W. Lafontaine, 1819.
- Le Château de mon oncle ou le Mari par hasard, comédie en un acte, avec Désaugiers, 1819.
- Les Trois Vampires ou le Clair de lune, folie-vaudeville en 1 acte, avec Brazier, 1820.
- Le Diable d'Argent, revue en 1 acte et en vaudevilles, avec Théaulon et Edmond Rochefort, 1820.
- Clari à Meaux en Brie, pantomime burlesque, précédée de Cadet-Roussel maître de ballets, parade mêlée de couplets, avec Brazier et Dumersan, 1820.
- Le Séducteur champenois, ou les Rhémois, comédie-vaudeville en 1 acte, avec Charles Nombret Saint-Laurent et Saintine, 1820.
- La Poste dramatique, folie-à-propos de Marie Stuart, sans unité de lieu ; en un acte, en prose, en vers, en couplets et en roulades, avec Théaulon, 1820.
- La Nina de la rue Vivienne, avec de Lurieu et Francis, 1821.
- La Solliciteuse, ou l'Intrigue dans les bureaux, comédie-vaudeville en un acte, avec Théaulon, 1821.
- Le Panorama de Paris, ou C'est fête partout !, divertissement en 5 actes, en vaudevilles, 1821.
- La Marchande de goujons, ou les Trois Bossus, vaudeville grivois en 1 acte, avec Francis, 1821.
- Le Parnasse gelé, ou les Glisseurs littéraires, folie-revue en 1 acte, avec Théaulon et Nicolas Gersin, 1821.
- Jeanne d'Arc, ou la Délivrance d'Orléans, drame lyrique en 3 actes, avec Théaulon, 1821.
- Les Blouses ou la Soirée à la mode, comédie vaudeville en 1 acte, avec de Lurieu et Théaulon, 1822.
- La Guerre ou la parodie de la paix, tragédie burlesque en cinq actes et en vers, avec Théaulon et Laloue, 1822.
- Guillaume, Gautier et Garguille ou le Cœur et la Pensée, avec Francis et de Lurieu, 1822.
- Le Comédien de Paris, vaudeville en 1 acte, avec Eugène de Lamerlière, 1822.
- Le Gueux, ou la Parodie du paria, tragédie burlesque en 5 actes et en vers, avec Théaulon et Ferdinand Langlé, 1822.
- Les Cris de Paris, tableau poissard en 1 acte, mêlé de couplets, avec Francis et Antoine Jean-Baptiste Simonnin, 1822.
- Le Matin et le Soir, ou la Fiancée et la Mariée, comédie en 2 actes, mêlée de couplets, avec René de Chazet et Théaulon, 1822.
- La Dame des belles cousines, 1823.
- La Route de Poissy, vaudeville en 1 acte, avec Francis, 1823.
- Le Polichinelle sans le savoir, comédie-parade mêlée de couplets, avec Armand-François Jouslin de La Salle et Francis, 1823.
- La Pauvre Fille, vaudeville en 1 acte, avec Achille d'Artois et Michel Dieulafoy, 1823.
- Julien ou Vingt-cinq ans d'entr'acte, comédie vaudeville en 2 actes, avec Saintine, 1823.
- Polichinelle aux eaux d'Enghien, tableau-vaudeville en 1 acte, avec Francis et Saintine, 1823.
- Le Laboureur, ou Tout pour le Roi ! Tout pour la France !, comédie en 1 acte et en prose, avec Théaulon, 1823.
- Les Femmes volantes, vaudeville-féerie en 2 actes, avec Achille d'Artois et Théaulon, 1823.
- L'Enfant de Paris, ou le Débit de consolations, avec Francis et de Lurieu, 1823.
- La Route de Poissy, 1823.
- L'Orage, comédie-vaudeville en 1 acte, avec Saintine, 1823.
- La Petite Babet, ou les Deux Gouvernantes, comédie-vaudeville en 1 acte, avec Francis, 1823.
- La Famille du porteur d'eau, comédie-vaudeville en 1 acte, avec Francis, 1824.
- L'École des ganaches, avec Francis et de Lurieu, 1824.
- Thibaut et Justine, ou le Contrat sur le grand chemin, comédie-anecdotique en 1 acte, mêlée de couplets, avec Francis et de Lurieu, 1824.
- Le Perruquier et le Coiffeur, comédie en 1 acte mêlée de couplets, avec Dupin et Thomas Sauvage, 1824.
- Monsieur le pique assiette, comédie vaudeville en 1 acte, avec de Lurieu et Théaulon, 1824.
- L'Imprimeur sans caractère, ou le Classique et le Romantique, avec de Lurieu et Francis, 1824.
- L'Homme de 60 ans ou la Petite Entêtée, comédie vaudeville en 1 acte, avec Simonnin et Laloue, 1824.
- La Curieuse, comédie-vaudeville en 2 actes, avec Achille d'Artois et X-B de Saintine, 1824.
- Les Personnalités, ou le Bureau des cannes, vaudeville épisodique en 1 acte, avec Francis et de Lurieu, 1824.
- Les Deux Jockos, singerie en 1 acte, mêlée de couplets, avec Francis et de Lurieu, 1825.
- L'Ami intime, comédie en 1 acte, mêlée de couplets, avec Théaulon, 1825.
- Les Lorrains, avec Francis et de Lurieu, 1825.
- Le Saint-Henri, divertissement, avec Théodore Anne, 1825.
- Le Champenois, ou les Mystifications, comédie-vaudeville en 1 acte, avec Achille d'Artois et Francis, 1825.
- La Grand'Maman, ou le Lendemain de noces, comédie-vaudeville en 1 acte, avec Achille d'Artois et Francis, 1825.
- Le Commissaire du bal, ou l'Ancienne et la Nouvelle Mode, comédie-anecdote mêlée de vaudevilles, en 1 acte, avec Francis, 1825.
- France et Savoie, comédie vaudeville en 2 actes, avec Théaulon, 1825.
- La Léocadie de Pantin, parodie de la Léocadie de Feydeau, avec Dupin et Varner, 1825.
- Les Inconvéniens de la diligence, ou Monsieur Bonnaventure, 6 tableaux-vaudeville dans le même cadre, avec Francis, 1826.
- Le Candidat, ou l'Athénée de Beaune, comédie-vaudeville en 5 actes, avec Théaulon et Francis baron d'Allarde, 1826.
- Le Capitaliste malgré lui, comédie-vaudeville en 1 acte, avec Francis et X.-B. Saintine, 1826.
- Le Prisonnier amateur, comédie mêlée de couplets, avec Frédérick Lemaître, Alexis Decomberousse et Laloue, 1826.
- Le Protecteur, comédie-vaudeville en 1 acte, avec Francis et Théaulon, 1826.
- Les Trous à la lune, ou Apollon en faillite, à-propos-folie en un acte, avec Francis et Théaulon, 1826.
- Le Baron allemand, ou le Blocus de la salle à manger, avec Gabriel de Lurieu, comédie-vaudeville en 1 acte, 1826.
- Le Centenaire, ou la Famille des Gaillards, comédie-vaudeville en 1 acte, avec Francis et Théaulon, 1826.
- Les Jolis Soldats, tableau militaire, civil et vaudeville, imité de Charlet, avec Francis, 1826.
- Le Médecin des théâtres, ou les Ordonnances, tableau épisodique en 1 acte, avec Théaulon et Francis, 1826.
- M. François, ou Chacun sa manie, comédie en 1 acte, mêlée de couplets, avec Francis, 1826.
- Figaro ou le Jour de noces, pièce en 3 actes, d'après Beaumarchais, avec Félix Blangini, 1827.
- La Halle au blé ou l'Amour et la Morale, avec Francis et Charles Nombret Saint-Laurent, 1827.
- L'Homme de Paille, comédie en 1 acte, mêlée de vaudevilles, avec Achille d'Artois et Francis, 1827.
- Paris et Londres, comédie imitée de l'anglais, en 4 tableaux, avec Mathurin-Joseph Brisset, 1827.
- Le Futur de la grand'maman, comédie en 1 acte, mêlée de couplets, avec Achille d'Artois et Édouard Monnais, 1827.
- Clara Wendel, comédie-vaudeville en 2 actes, avec Francis et Théaulon, 1827.
- La Nuit d'un joueur, ou le Petit Béverley, avec de Lurieu et Joseph Aude, 1827.
- La Villageoise somnambule, ou les Deux Fiancés, comédie-vaudeville en 3 actes, avec Dupin, 1827.
- Les Deux Matelots, ou le Père malgré lui, comédie-vaudeville en 1 acte, avec Francis, 1827.
- Cartouche et Mandrin, comédie vaudeville en 1 acte, avec Henri Dupin, 1827.
- Mon ami Pierre, avec de Leuven et Philippe-Auguste-Alfred Pittaud de Forges, 1827.
- Le Bon Père, comédie en 1 acte, de Florian, arrangée en vaudeville, avec Achille d'Artois et Ferdinand Laloue, 1827.
- Les Forgerons, comédie-vaudeville en 2 actes, avec Achille d'Artois et Francis, 1827.
- Les Trois Faubourgs, ou le Samedi, le Dimanche et le Lundi, comédie-vaudeville en 3 actes, avec Francis et Théaulon, 1827.
- Le Bourgeois de Paris, ou la Partie de plaisir, pièce en 3 actes et 5 tableaux, avec Henri Dupin et Antoine-François Varner, 1828.
- Le Caporal et le Paysan, avec Alphonse Signol, 1828.
- Le Portefeuille, avec de Lurieu et de Forges, 1828.
- Jean Pacot, ou Cinq ans d'un conscrit, vaudeville en 5 actes, avec Francis, 1828.
- Le Château de M. le baron, comédie vaudeville en deux actes, avec Charles de Livry, 1828.
- Le Brigand napolitain, avec Adolphe de Leuven et Philippe-Auguste-Alfred Pittaud de Forges, 1829.
- Le Dernier Jour d'un condamné, époque de la vie d'un romantique, en 1 tableau, avec un prologue en vers, avec Victor Hugo, Michel Masson et Mathieu-Barthélémy Thouin, 1829.
- La Veille et le Lendemain ou Il faut bien aimer son mari, comédie-vaudeville en 2 actes, avec Achille d'Artois et Francis, 1829.
- Les Suites d'un mariage de raison, avec Victor Lhérie, 1829.
- Les Enragés, tableau villageois en 1 acte, avec Brazier, 1829.
- Le Brutal, vaudeville en 1 acte, avec Masson et Barthélemy Jarnet, 1829.
- Les Mémoires contemporains, ou la Maison des fous, à propos en 1 acte mêlé de couplets, avec de Lurieu et Masson, 1829.
- La Grisette mariée, comédie-vaudeville en 2 actes, avec Charles-François-Jean-Baptiste Moreau de Commagny et Émile Vanderburch, 1829.
- Monsieur de la Jobardière ou la Révolution impromptue, comédie en un acte mêlée de couplets, avec Dupin et Dumersan, 1830.
- Tom-Rick, ou le Babouin, pièce en 3 actes imitée de l'anglais, avec Francis Cornu, et Francis, 1832.
- La Femme du peuple, drame en 2 actes, mêlé de couplets, avec Dumersan, 1835.
- Roger, ou le Curé de Champaubert, drame-vaudeville en 2 actes, avec Julien de Mallian, 1835.
- La Laitière et les Deux Chasseurs, ou l'Ours, le ballon, la grenouille et le pot au lait, imitée de Duni et de Anseaume, avec Félix-Auguste Duvert, Augustin Théodore de Lauzanne de Vauroussel et X.-B. Saintine, 1837.
- Nanon, Ninon et Maintenon ou les Trois Boudoirs, comédie en 3 actes, avec Théaulon et Jean-Pierre-François Lesguillon, 1839.
- Je m'en moque comme de l'an 40, revue en un acte, avec Théaulon, 1839.
- Valentine, comédie-vaudeville en 2 actes, avec Achille d'Artois, 1839.
- Vingt-six ans, comédie en deux actes et en prose, avec Achille d'Artois, 1839.
- Deux Systèmes, vaudeville en 2 actes mêlé de couplets, 1840.
- Le Dompteur de bêtes féroces, folie-vaudeville en 1 acte, avec Théaulon, 1840.
- Un jeune caissier, drame en 3 actes et en prose, avec Théaulon, 1840.
- Une veuve de la grande armée, pièce en 4 actes, mêlée de couplets, avec Théaulon et Clairville, 1841.
- Mme Gibou et Mme Pochet, ou le Thé chez la ravaudeuse, pièce grivoise en 3 actes, avec Dumersan, 1841.
- Le Flagrant Délit, comédie-vaudeville en 1 acte, avec Edmond de Biéville, 1841.
- Le Héros du marquis de quinze sous, comédie-vaudeville en 3 actes, avec de Biéville, 1843.
- Une Idée de médecin, comédie en 1 acte mêlée de couplets, avec Achille d'Artois, 1844.
- Les Mystères de Passy, parodie-vaudeville en 11 tableaux, 5 actes, avec prologue et épilogue, avec Rochefort, 1844.
- La Gardeuse de dindons, comédie vaudeville en 3 actes, avec de Biéville, 1845.
- Un domestique pour tout faire, comédie-vaudeville en 1 acte, avec Achille d'Artois, 1846.
- La Fille obéissante, comédie-vaudeville en 1 acte, avec Achille d'Artois, 1846.
- Un Monsieur qui veut exister, vaudeville en 1 acte, avec Achille d'Artois, 1849.
- Les Saisons vivantes, avec Roger de Beauvoir, 1850.
- Une nuit orageuse, comédie vaudeville en 2 actes, avec Jules Adenis, 1852.
- Reculer pour mieux sauter, proverbe-vaudeville en 1 acte, avec Achille d'Artois, 1854

On lui doit aussi quelques chansons.

## Distinctions
- Chevalier de la Légion d'Honneur (décret du 20 mars 1816)[5].